# 資訊工業策進會
資訊工業策進會（簡稱資策會，英文譯稱：Institute for Information Industry，III），為中華民國政府與民間合作成立的組織，為臺灣有關資通訊政策之智庫，以推動臺灣的資訊科技發展為宗旨，對於資訊相關政策法律制定均有極深參與，且其研究的項目均帶有一定的官方色彩。資訊工業策進會成立於1979年，在時任行政院院長孫運璿與政務委員李國鼎的主導下，由經濟部出資，和民間企業共同創辦。
資策會成立以來曾負責執行的企劃與業務，包括在1984年時，與臺灣13家資訊科技廠商簽署「五大中文套裝軟體」開發計畫，而「大五碼」即為「五大中文套裝軟體」所設計之中文字符編碼方案。於1980年代資訊萌芽時期，亦參與開發中文電腦，致力推動臺灣使用電腦的普及、資訊產業的發展，以及在網際網路剛出現的1990年代初期，推動新世紀資通的成立，使其成為臺灣首家商業運作的「網際網路服務供應商」（ISP），並首創資訊月並辦理至2000年，總計達1,980萬參觀人次。70年代末，行政院科技顧問 / IBM資深副總裁Bob. O. Evans建議臺灣應有蒐集並分析國際產業情報與策略規劃之專責單位，因此確立了資策會智庫與顧問功能．其後資策會協助經建會研提「中華民國資訊工業部門發展計劃（1980－1989）」，規劃了臺灣最早的資通訊產業發展藍圖，也奠定了日後臺灣資通發展的基礎，目前總部設於臺北市大安區科技大樓，另在臺北市松山區、南投市中興新村、高雄市，以及海外的日本等地皆設有辦事處。

## 歷史
成立背景
1970年代初期，全球能源危機與工業國家貿易保護主義使臺灣面臨嚴峻挑戰；如何從傳統產業轉型至技術密集產業，並提高中華民國的國家整體競爭力，成為當時民國政府重要的產經發展政策。
1976年－1977年間，行政院成立『應用技術研究發展小組』推動民國科技發展，召集人李國鼎政務委員倡議應成立一財團法人組織，以推動民國資訊工業之發展。1978年12月，經濟部函請行政院儘速籌設「財團法人計算機工業策進會」。1979年5月17日，行政院第1631次會議通過「科學技術發展方案」，決定由政府與民間共同籌設「財團法人資訊工業策進會」。同年7月24日，正式成立「財團法人資訊工業策進會」（Institute for Information Industry, III），成立當日經濟部召開資策會發起人會議，會中通過章程，選出第一屆董監事；同年9月11日經濟部以經（68）技字第29672號函許可資策會成立；同年11月9日法院通過資策會法人登記（登記簿第38冊第45頁第825號）。
成立後至今
- 1979年12月，資策會在台北松山機場展覽館首度舉辦的資訊週，七天吸引近13萬人到場參觀，資訊週是目前台灣每年12月時舉辦的資訊月前身，到2000年移轉給台北市電腦公會經營止，國內資訊週/月的總參觀人潮達1,980萬人次。
- 1984年，成立海外合作中心與中文電腦實驗室，藉由IBM 5550計畫，完成平台系統及中文標準碼，使當時的業者如國喬、倚天、宏碁⋯⋯等公司獲得發展中文電腦的關鍵技術；更因為中文字型、字碼的統一，也讓內政部委託的戶役政系統、金融業跨行連線作業系統得以完成，達成第一代我國電子化政府資訊系統的建置要求。
- 1987年，資訊市場情報中心（MIC）正式成立，資策會承續經建會之委託，由MIC負責研擬我國第二個「資訊工業部門發展十年計畫（1990－1999）」。
- 1990年代初，資策會藉由經濟部科專計畫推動「軟體工程發展環境計畫―SEED, Software Engineering Environment Development」的一系列活動。資策會組織陸續建構完成，包含系統工程處、特種系統處、從電腦室衍生的資訊技術處、航電發展室（1995年成立、1998年改制為處）、南區資訊處（1990年成立、1996年改制為處、2010年南區產業服務處）、科技法律中心（1996年）、軟體檢驗中心（1998年改制為電腦軟體檢驗中心）。
- 2000年後，配合政府政策需要再先後成立產業技術支援中心（2000）、軟體認證與檢驗中心（2001年由電腦軟體檢驗中心改制）、資通品質技術工作室（2001）與配合行政院科技顧問組（現科技會報辦公室）、專案支援處（2003）、產業支援處（2001）、國際資訊服務事業群（2007年改制為國際事業群，2012年更名為國際處）。
- 2001年、原系統工程處改制為資訊工程研究所兼有資訊系統實驗室、整合技術實驗室以及航電交控實驗室。
- 2008年，在經濟部商業司的指導下創辦IDEAS Week。
- 2009年起，資策會再次組織調整，成立前瞻研究所（2010）、雲端系統軟體研究所（2011），2011年網路多媒體研究所與新興智慧技術研究所（2009）再合併為智慧網通系統研究所（2017年再更名智慧系統研究所），2011年原網多所之資安研發團隊與資安技服中心共同合併成立資安科技研究所。

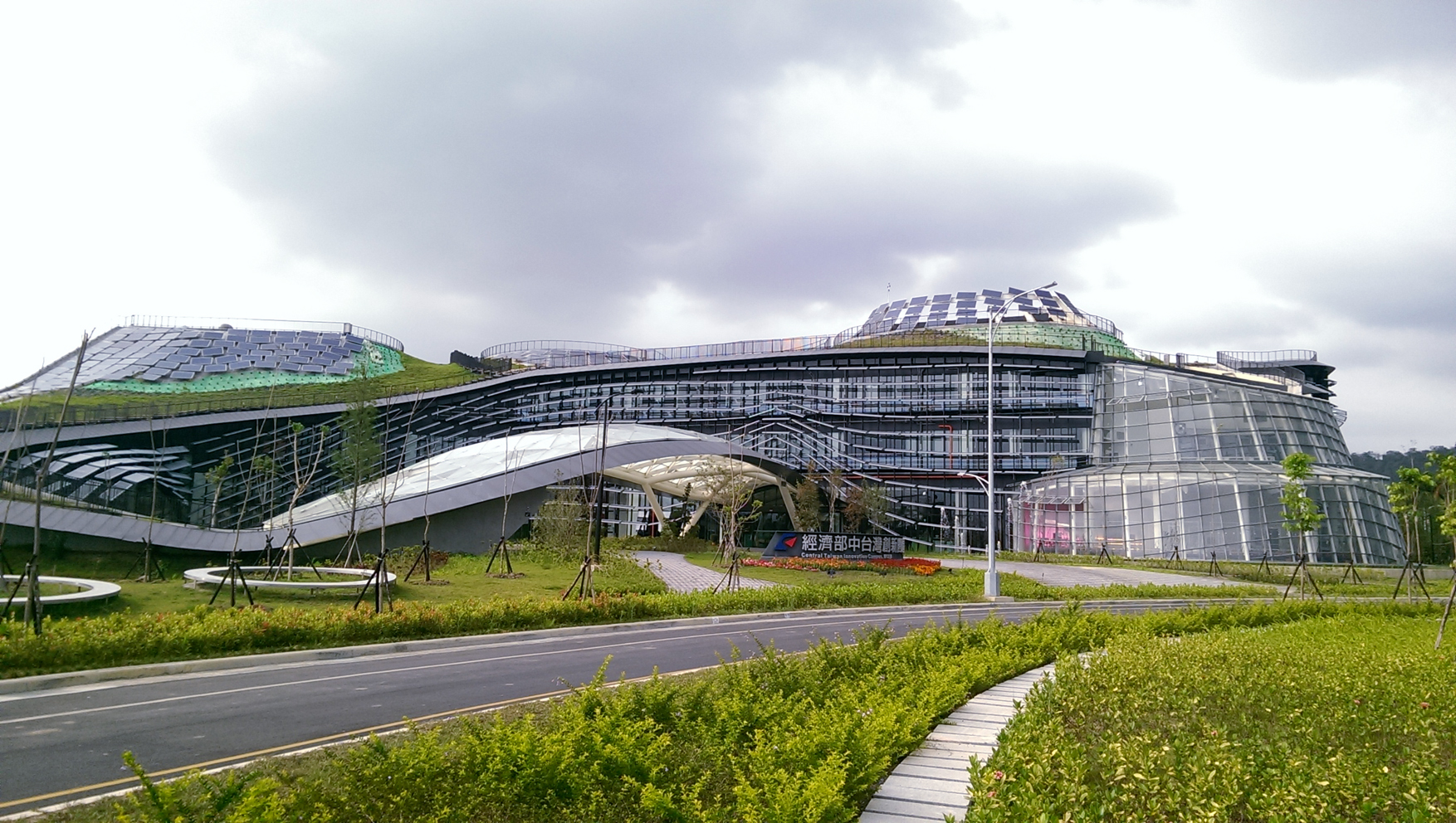
經濟部中臺灣創新園區

- 2014年，於南投縣中興新村經濟部中臺灣創新園區成立中區產業服務處（2019年再與南區產業服務處整併為地方創生服務處）。
- 2015年，於科技服務大樓成立Living Lab生活實驗園區。
- 2017年，創新應用服務研究所變更為「數位服務創新研究所」，數據科技與應用研究所變更為「數位轉型研究所」，企劃處變更 為「企劃與推廣處」。
- 2018年，協助成立金融科技創新園區。同年籌辦Retreat VoC（Voice of Customers）會議，會中確立資策會「Digital Transformation Enabler（數位轉型化育者）」的新定位，以及「技術與人才同步流動，提升產業競爭力」、「致力開放創新生態系之經營，帶動產業數位轉型」與「爭取科研管考鬆綁，提升研發效能」…等新經營方針。
- 2019年，籌組「數位轉型學堂」，啟動培育數位轉型ACE（Architect, Consultant, Evangelist）專家顧問，結合電機電子工業同業公會與中華民國資訊軟體協會等公協會團體，共同帶動產業的蛻變與創新。
- 2020年，資策會系統所協助聯發科，完成首次太空5G衛星物連網（IoT）資料傳輸實測。
- 2021年，成立「資展國際」，將旗下資通訊人培能量向外擴散，持續孕育並擴大台灣企業數位轉型時亟需的跨產業與跨域人才。
- 2022年8月27日，中華民國數位發展部正式成立，資策會主管機關將改由數位發展部擔任。

## 歷任首長

### 董事長
| 任別 | 姓名   | 就任時間      | 卸任時間   | 備註                                     |
| ---- | ------ | ------------- | ---------- | ---------------------------------------- |
| 1    | 李國鼎 | 1979年7月24日 | 1982年7月  | 名譽董事長：（1982年7月－2001年5月31日） |
| 2    | 王昭明 | 1982年7月     | 2000年7月  |                                          |
| 3    | 黃河明 | 2000年7月     | 2003年7月  |                                          |
| 4    | 林逢慶 | 2003年7月     | 2005年12月 | 離任後高成炎代理                         |
| 5    | 吳靜雄 | 2006年11月    | 2007年12月 |                                          |
| 6    | 陳瑞隆 | 2007年12月    | 2009年8月  |                                          |
| 7    | 史欽泰 | 2009年8月     | 2012年8月  |                                          |
| 8    | 張進福 | 2012年8月     | 2016年5月  | 離任後羅達生代理                         |
| 9    | 郭耀煌 | 2016年8月     | 2017年9月  | 後於2020年10月轉任政務委員               |
| 10   | 李世光 | 2017年10月    | 2024年6月  |                                          |
| 11   | 黃仲銘 | 2024年6月     | 現任       |                                          |

### 執行長
| 任別 | 姓名   | 就任時間      | 卸任時間   | 備註             |
| ---- | ------ | ------------- | ---------- | ---------------- |
| 1    | 方賢齊 | 1979年7月24日 | 1981年8月  |                  |
| 2    | 果芸   | 1981年8月     | 1984年6月  |                  |
| 3    | 何宜慈 | 1984年6月     | 1990年12月 | 離任後周誠寬代理 |
| 4    | 果芸   | 1991年6月     | 2000年8月  |                  |
| 5    | 林逢慶 | 2000年8月     | 2003年8月  |                  |
| 6    | 柯志昇 | 2003年8月     | 2007年1月  |                  |
| 7    | 陳銘憲 | 2007年2月     | 2008年1月  | 離任後柯志昇代理 |
| 8    | 李世光 | 2010年8月     | 2012年9月  | 離任後柯志昇代理 |
| 9    | 吳瑞北 | 2012年12月    | 2016年5月  | 離任後劉仲明代理 |
| 10   | 劉仲明 | 2016年8月     | 2017年10月 | 真除             |
| 11   | 孝斌   | 2017年11月    | 2018年10月 | 離任後蕭博仁代理 |
| 12   | 卓政宏 | 2019年1月     | 2024年12月 |                  |
| 13   | 黃仲銘 | 2024年12月    | 2025年1月  | 董事長兼任執行長 |
| 14   | 范俊逸 | 2025年2月     |            |                  |

## 組織架構
- 董事會
  - 董事長
    - 執行長
      - 副執行長

### 業務單位

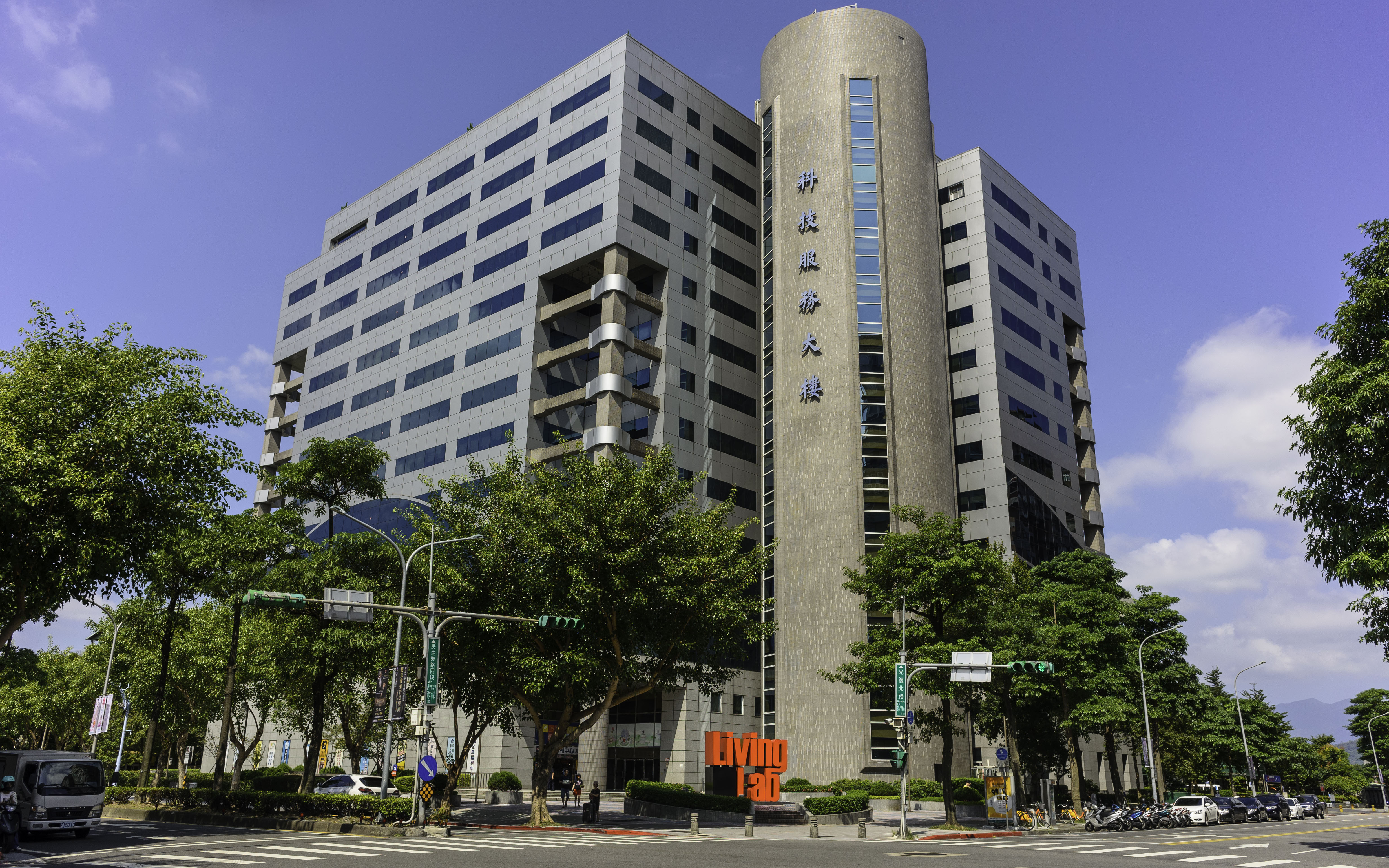
資策會科技服務大樓

- 數位轉型研究院（數轉院）
- 軟體技術研究院（軟體院）
- 人工智慧研究院（ＡＩ院）
- 資安科技研究所（資安所）
- 數位教育研究所（教研所）
- 產業情報研究所（產研所）
- 科技法律研究所（科法所）

### 幕僚單位
- 企劃與推廣處（企推處）
- 財務與資源管理處（財資處）
- 會計處
- 人力發展處（人力處）
- 資訊服務處（資訊處）
- 稽核室
- 行銷策略中心

### 關係企業
- 資鼎中小企業開發股份有限公司
- 雲研物聯
- 資展國際股份有限公司
- 台灣資安鑄造股份有限公司

## 部門分佈
中華民國（臺灣）臺北市
| 名稱             | 地址 | 部門 | 補充說明                   |
| ---------------- | --- | --- | -------------------------- |
| 科技大樓         | 臺北市大安區和平東路二段106號8樓、 臺北市大安區和平東路二段106號9樓、 臺北市大安區和平東路二段106號10樓、 臺北市大安區和平東路二段106號11樓                                                                        | 執行長室／ 財務與資源管理處（財資處）／ 企劃與推廣處（企推處）／ 會計處／ 人力發展處（人力處）／ 資訊服務處（資訊處）／ 稽核室／ 行銷策略中心 |                            |
| 民生科技服務大樓 | 臺北市松山區民生東路四段133號5樓、 臺北市松山區民生東路四段133號7樓、 臺北市松山區民生東路四段133號8樓、 臺北市松山區民生東路四段133號10樓、 臺北市松山區民生東路四段133號13樓、 臺北市松山區民生東路四段133號14樓 | 數位轉型研究院（數轉院）／ 軟體技術研究院（軟體院）／ 資安科技研究所（資安所）                                                                |                            |
| 信義農會大樓     | 臺北市大安區復興南路一段390號2樓 | 教研所 |                            |
| 台北國際大樓     | 臺北市大安區敦化南路二段216號19樓、 臺北市大安區敦化南路二段216號22樓 | 產業情報研究所（產研所）（MIC）／ 科技法律研究所（科法所）                                                                                    | 資料中心（CISC）在這棟大樓 |

海外辦公室
| 國家 | 城市 | 地址                                                                                      | 補充說明 |
| ---- | ---- | ----------------------------------------------------------------------------------------- | -------- |
| 日本 | 東京 | 108-0073東京都港區三田1-2-18,TTDビル３階                                                  |          |
| 印度 | 清奈 | Flat #208 II floor, Eldams Square 167/36 Eldams Road, Alwarpet Chennai 600018, T.N. India |          |

## 出版品
- 企業應具備的AI素養-生成式AI導入指引(資策會 著)
- 數位轉型化育者專書(資策會 著)[6]
- 資策會 《資策會40週年大事紀要》[7]
- 資策會 《年報》[8]

- 《產業情報》[9]
- 《科技法律》[10]
- 《產業服務》[11]

## 相關書籍
- 《資訊夢工廠 : 資策會:數位台灣推手》[12]/作者：洪震宇 /出版社：天下雜誌/繪者：瑪莉特．同克維思特/出版日期：2004年7月20日 /ISBN 9867561325

## 外部連結
- 財團法人資訊工業策進會官方網站 （页面存档备份，存于） （繁體中文）（英文）
- 資策會的Facebook專頁
- YouTube上的資策會頻道